# Марлоу (футбольный клуб)
Марлоу — футбольный клуб, базирующийся в Марлоу, Бакингемшир, Англия. В настоящее время они являются членами Южно-центрального дивизиона Истмийской футбольной лиги и играют на Мемориальном поле Альфреда Дэвиса. Марлоу — единственный футбольный клуб в Англии, подавший заявку на участие в Кубке Англии каждый сезон с момента его основания в 1871 году.

## История
Клуб был образован на встрече в отеле Compleat Angler Hotel 22 ноября 1870 года. В сезоне 1871/1872 они участвовали в первом в истории Кубке Англии, проиграв 2:0 клубу Мейденхед в первом раунде; одним из их игроков был Катберт Оттуэй, который в следующем году стал капитаном сборной Англии в матче против Шотландии, став первым в истории признанным игроком сборной . В сезоне 1881/82 клуб дошел до полуфинала Кубка Англии, проиграв 5:0 клубу Олд Итонианс.. В 1890-х клуб был также известен как Грейт Марлоу.
Они присоединились к Западной секции Спартанской лиги в 1908 году. Однако клуб покинул лигу в середине сезона 1910/11. Марлоу присоединился к Великой западной пригородной лиге в сезоне 1911-12. Они финишировали в нижней части лиги в 1912-13 после вычета очков, и снова в 1922-23. В 1924 году они покинули лигу, перейдя в Лигу чтения и округа. После переезда на Мемориал Альфреда Дэвиса в 1928 году клуб присоединился ко второму западному дивизиону Спартанской лиги. Они выиграли дивизион в 1929—1930 годах, получив повышение до первого дивизиона. В 1937-38 клуб был чемпионом первого дивизиона и перешел в высший дивизион. Во время Второй мировой войны клуб выступал в составе Великой западной комбинации . После войны они были помещены в Западный дивизион Спартанской лиги на сезон 1945-46, но не закончили достаточно высоко, чтобы заработать место в Премьер-дивизионе в следующем сезоне.
В 1951 году Марлоу вернулся в Премьер-дивизион Спартанской лиги, где они оставались до присоединения ко второму дивизиону Афинской лиги в 1965 году. Клуб был переведен в первый дивизион после того, как занял третье место в дивизионе в 1970/71. Когда Афинская лига была расформирована в 1984 году, они вошли во второй дивизион к северу от Истмийской лиги. В следующем сезоне клуб был переведен во Второй Южный Дивизион, а в 1986-87 годах они заняли второе место и были переведены в Первый Дивизион. В следующем сезоне они выиграли титул первого дивизиона и перешли в высший дивизион.

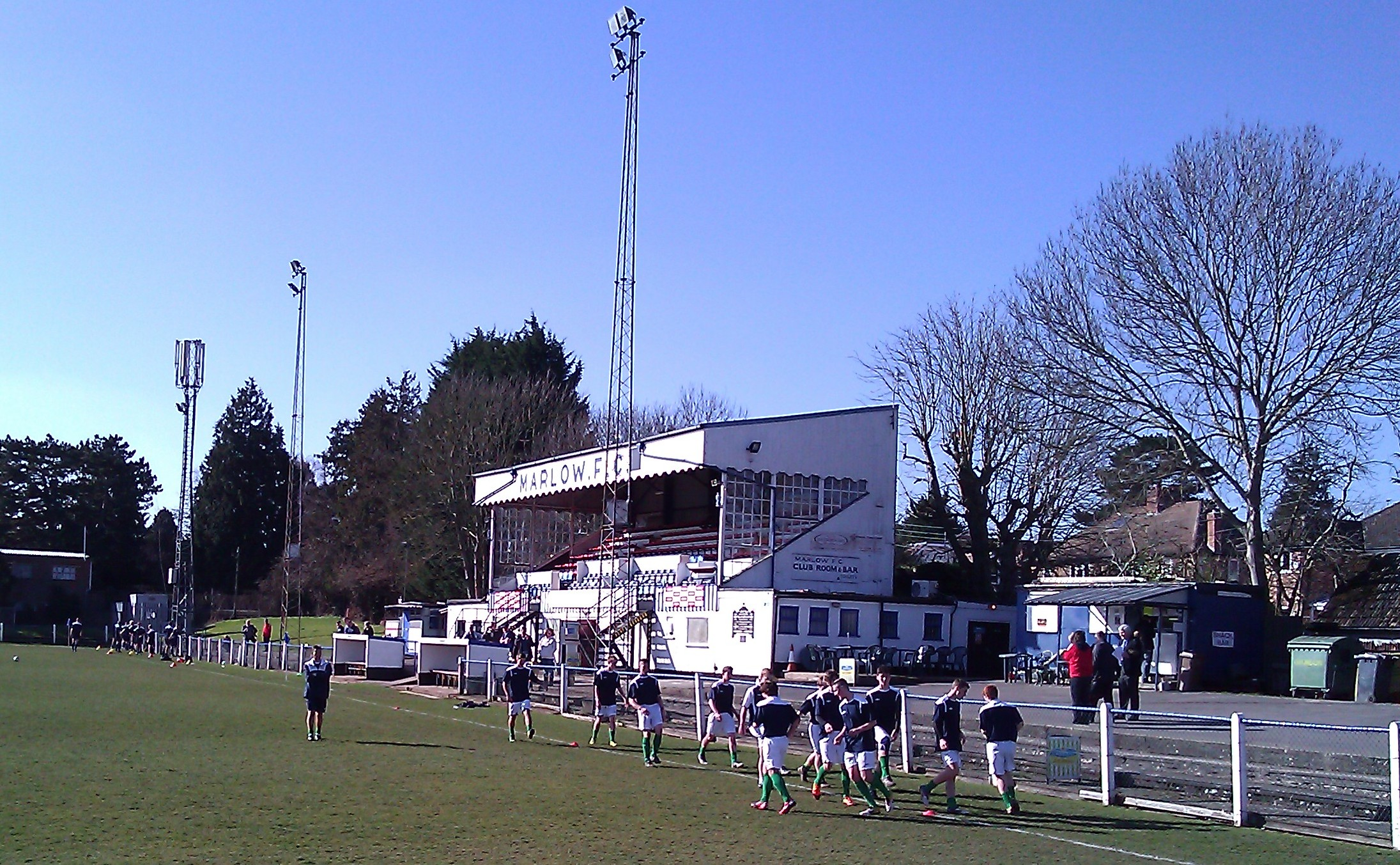
Главная трибуна домашнего стадиона

В 1991-92 клуб впервые с 1892 года вышел в первый раунд Кубка Англии, но проиграл « Вест Бромвич Альбион» со счетом 6:0 . В следующем сезоне Марлоу вышел в третий раунд Кубка Англии после победы над Солсбери и VS Rugby в первых двух раундах. Они сыграли вничью дома с «Тоттенхэмом», но матч был переведен на « Уайт Харт Лейн», где они проиграли 5:1. Два сезона спустя они снова достигли третьего раунда, победив « Оксфорд Юнайтед» в первом раунде, прежде чем проиграть 2-0 в Суиндон Таун в третьем. Клуб оставался в высшем дивизионе Истмийской лиги до тех пор, пока не был переведен в низшую лигу в конце сезона 1994-95 . Два сезона спустя они снова вылетели. В 2004 году они были переведены в Дивизион 1 Запад Южной лиги, а позже были переведены в Центральный дивизион. В 2011-12 годах клуб, занявший последнее место в Первом центральном дивизионе Южной лиги, перешел в высший дивизион Греческой лиги . Марлоу выиграл Премьер-дивизион Греческой лиги с первой попытки, вернувшись в Центральный дивизион Южной лиги. Впоследствии они были переведены в Дивизион 1 Юг и Запад на сезон 2015-16 годов, а в следующем году вернулись в Центральный Дивизион. В 2016-17 клуб финишировал четвёртым в первом дивизионе, получив квалификацию для участия в плей-офф промоушена, проиграв 2:0 Бартон Роверс в полуфинале. В конце сезона 2017/18 клуб был переведен в Южно-центральный дивизион Истмийской лиги.